# Museu de História Natural de Basileia
O Museu de História Natural de Basileia (em alemão: Naturhistorisches Museum Basel)  é um museu de história natural localizado na cidade de Basileia.
Com mais de trezentos anos de existência, abriga inúmeras coleções, principalmente nas áreas de zoologia, entomologia, mineralogia, antropologia, osteologia e paleontologia. Sua missão está focada em expandir, conservar, investigar, documentar e divulgar seus mais de 7,7 milhões de objetos, verdadeiros "arquivos da vida".
O museu organiza regularmente exposições temporárias sobre temas atuais, eventos, visitas guiadas e excursões e também participa de vários projetos de pesquisa nacionais e internacionais.